# Dietrich von Anhalt-Dessau

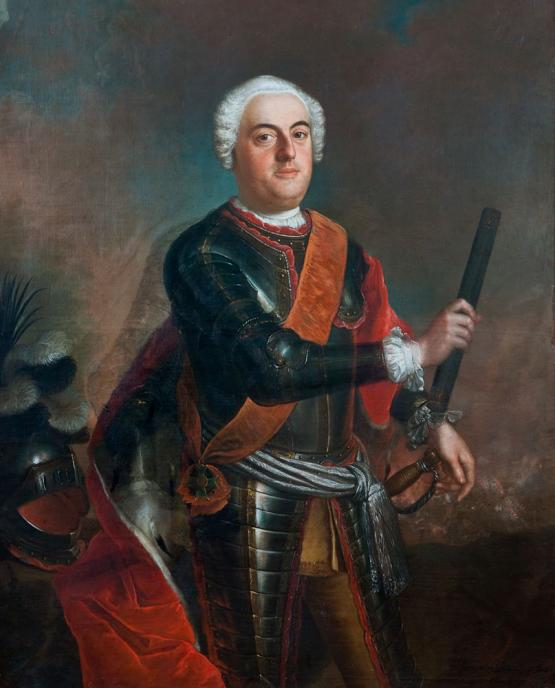
Dietrich von Anhalt-Dessau mit den Insignien des Schwarzen Adlerordens, Ölgemälde von Georg Lisiewski, Dessau 1741

Dietrich Fürst von Anhalt-Dessau (* 2. August 1702 in Dessau; † 2. Dezember 1769 ebenda) war preußischer Generalfeldmarschall und von 1751 bis 1758 Regent im Fürstentum Anhalt-Dessau.

## Leben
Dietrich entstammte dem Geschlecht der Askanier. Er war der dritte Sohn von Fürst Leopold I. von Anhalt-Dessau und dessen Ehefrau, der Gräfin Anna Luise von Anhalt.
Dem Brauch der Zeit gemäß konnte Dietrich wegen seiner Abkunft von einem regierenden Fürsten und anerkannten Heerführer bereits mit vierzehn Jahren Kapitän im Heer der Niederlande werden. Mit sechzehn Jahren wechselte er in die preußische Armee in das Regiment Anhalt-Dessau seines Vaters als Oberstleutnant. Im Jahr 1730 ernannte ihn König Friedrich Wilhelm I. zum Chef des Regiments Hessen-Kassel. Im Reichskrieg mit Frankreich befand sich Dietrich 1734 wie der König und der Kronprinz Friedrich beim preußischen Kontingent auf dem Kriegsschauplatz am Rhein, wo er 1735 am dortigen Feldzug der Österreicher unter Prinz Eugen teilnehmen durfte. Noch unter Friedrich Wilhelm 1738 Generalmajor geworden, kämpfte er im Ersten Schlesischen Krieg mit Auszeichnung 1741 in der Schlacht bei Mollwitz und bei der Eroberung von Brieg und Neiße. Dafür verlieh ihm König Friedrich II. am 26. Oktober 1741 den Schwarzen Adlerorden. Im Feldzug des Jahres 1742 führte er selbständig gemischte Verbände in Mähren und Oberschlesien. Im Zweiten Schlesischen Krieg nahm er an der Schlacht bei Hohenfriedberg teil und wurde 1745 General der Infanterie und 1747 Generalfeldmarschall. Aus Gesundheitsgründen gab Dietrich im Dezember 1750 sein Regiment ab und ging nach Dessau zurück. Am 31. Dezember 1751 erteilte ihm Friedrich II. unter Ehrenbezeugungen den erwünschten Abschied aus der Armee, doch sollten sich beide bis zu Dietrichs Tod persönlich sehr nahe bleiben.
In Anhalt-Dessau hatte 1747 nach dem Tod Leopold I. Dietrichs zweitältesten Bruder Leopold II. Maximilian die Landesherrschaft angetreten, weil der ursprünglich thronberechtigte älteste Bruder Wilhelm Gustav von Anhalt-Dessau schon 1737 gestorben war. Als Leopold Maximilian 1751 starb, ging die Erbfolge auf dessen mit elf Jahren noch unmündigen Sohn Leopold Friedrich Franz über. Daraufhin regierte Dietrich von 1751 bis 1758 vormundschaftlich für seinen Neffen Leopold das Land und hatte maßgeblichen Anteil an dessen Erziehung.
Dietrich blieb unverheiratet und starb ohne Nachkommen. In seinem letzten Willen verfügte er: „… Kirchhauß, Kutsch und Domestiquen, mit verhüllten Beygeschmücken, ist ein überflüßger Stat, armen Schul, und Kirch hingegen, möget ihrs dreyfach erlegen, sie bedürfens in der that.“ Sein Stadtpalais in Dessau beherbergte später die Reformschule Philanthropinum.